# Тушево (Дубровское городское поселение)
Тушево — деревня в Ду́бровском районе Брянской области, в составе Дубровского городского поселения. Расположена в 9 км к югу от посёлка городского типа Дубровка, в 2 км к северо-востоку от одноимённой деревни Алешинского сельского поселения. Население — 4 человека (2010).
Возникла в 1920-е годы; до 2005 года входила в Давыдченский (ранее — Берестокский) сельсовет.
| Годы      | 1926 | 1979 | 1989 | 2002 | 2010 |
| --------- | ---- | ---- | ---- | ---- | ---- |
| Население | 118  | 59   | 19   | 2    | 4    |